# لامی (نیومکزیکو)
لامی (به انگلیسی: Lamy) یک منطقهٔ مسکونی در ایالات متحده آمریکا است که در شهرستان سنتافه، نیومکزیکو واقع شده‌است. لامی ۲٫۸ کیلومتر مربع مساحت و ۲۱۸ نفر جمعیت دارد و ۱٬۹۷۶ متر بالاتر از سطح دریا واقع شده‌است.